# تاشلولتوم
تاشلوتوم همسر سارگن بزرگ و ملکهٔ اکد در هزاره ی سوم پیش از میلاد بود. نام او از یک گلدان یا رخام گچی با کتیبه ای که به معبد اهداء شده است، پیدا شده. از این گذشته (به علت فقدان اطلاعات متضاد) فرض شده که او ملکه ی اکد و مادر ریموش، انهدوآنا، منیشتوشو، شو-انلیل و اِلابریس تکال است.